# シュープラー・コラール集

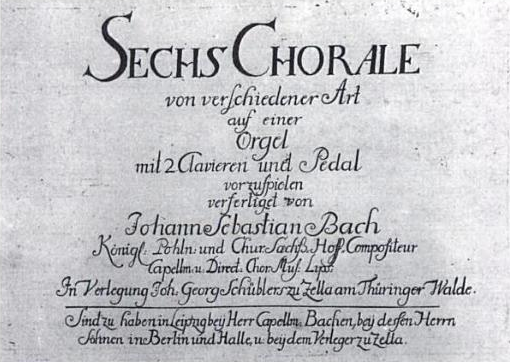
1748年から1749年頃に出版された初版の表紙

『シュープラー・コラール集』（ドイツ語: Schüblerschen Choräle für Orgel）BWV 645-650は、ヨハン・ゼバスティアン・バッハが1748年から1749年頃に出版した全6曲からなるオルガン・コラール集の通称。『シュープラー・コラール』という愛称は出版譜の発行者ヨハン・ゲオルク・シュープラーにちなむもので、正式な表題は「2つの手鍵盤と足鍵盤を持つオルガンで演奏すべき種々の様式による6つのコラール」。特に第1曲の『目覚めよと、われらに呼ばわる物見らの声』はよく知られ、オルガニストのレパートリーに欠かせない曲集である。また作曲技法においても、オルガン・コラールの規範に位置づけられる。

## 概要
3声または4声で、演奏の難易度は中程度とされている。6曲ともバッハ自身が作曲した教会カンタータから抜き出した曲をオルガン用に編曲したものである。調性はまったく変えていない。この試みは当時としては珍しいが、編曲と出版を思い立った経緯は明らかになっていない。ただし、同時期に高難度のカノン風変奏曲『高き御空よりわれは来たり（Vom Himmel hoch da komm ich her）』（BWV 769）を作曲し、ミツラー協会に献呈していることと関連づけて、中級レベルの奏者向けに出版したのではないかと推定する学者もいる。
成立時期も正確には分かっていない。表題に続く奥付に「発行元：ライプツィヒ楽長バッハ氏、ベルリンとハレのバッハ氏の息子、ツェラの発行者」とあり、ヴィルヘルム・フリーデマン・バッハがハレに就職した1746年以降に編纂されたことは判明している。1747年9月にシュープラーが出版した『音楽の捧げもの』（BWV 1079）よりも製版・印刷技術が向上していることから、1748年から1749年に出版したと推定される。

## 曲の構成

### 第1曲「目覚めよと、われらに呼ばわる物見らの声（Wachet auf, ruft uns die Stimme）」BWV 645
変ホ長調、4分の4拍子。原コラールはフィリップ・ニコライ作詞・作曲（1599年）。
原曲は1731年11月25日の三位一体節後第27日曜礼拝で初演したカンタータ第140番『目覚めよと、われらに呼ばわる物見らの声』（BWV 140）の第4曲（テノールのアリア）。原曲では弦楽器のユニゾンが反復する伴奏主題に、テノールの歌うコラールが挿入されるが、この編曲では弦ユニゾンを右手、テノールを左手、通奏低音をペダルに写している。原曲以上に人気があり、単に『目覚めのコラール』とも表記され、現在ではオルガン以外の様々な楽器で演奏されることがある。

### 第2曲「われいずこに逃れ行かん（Wo soll ich fliehen hin）」BWV 646
ホ短調、4分の4拍子。原コラールはヨハン・ヘールマン作詞（1630年）、ヨハン・ヘルマン・シャイン作曲（1627年）。
原曲は未発見の亡失カンタータと予想される。また、断片が残されているのみのカンタータ第188番『われはわが信頼を』（BWV 188）からの引用とも考えられているが、憶測の域を出ない。シャインが作曲した『わが愛する神に（Auf meinen lieben Gott）』で呼ばれることもある。コラール旋律はペダル。右手の伴奏主題を常に左手が追撃するカノンにコラールを挿入したもので、逃亡者と追撃者を髣髴させる伴奏から、広く知られている上記表題が支持される傾向にある。

### 第3曲「ただ尊き御神のままに（Wer nur den lieben Gott laesst walten）」BWV 647
ハ短調、4分の4拍子。原コラールはゲオルク・ノイマルク作詞・作曲（1657年）。
1724年7月9日の三位一体節後第5日曜礼拝で初演したカンタータ第93番『愛する神のみに従う者』（BWV 93）の第4曲（ソプラノとアルトの二重唱）。原曲では、ソプラノとアルトが途切れることなくメロディを掛け合い、要所で弦楽器ユニゾンがコラール旋律を挿入する。つまり、第1曲とは逆に、始終鳴り響いている旋律が歌唱パートである。ソプラノが右手、アルトが左手、コラールがペダル。

### 第4曲「わが魂は主をあがめ（Meine Seel erhebt den Herren）」BWV 648
ニ短調、8分の6拍子。原コラールはグレゴリオ聖歌「マニフィカト」、ドイツ語訳は1529年以前。
1724年7月2日の聖母のエリザベト訪問日礼拝で初演したカンタータ第10番『わが心は主をあがめ』（BWV 10）の第5曲（アルトとテノールの二重唱）。これも第3曲と同じく、二重唱が伴奏でトランペット (改定稿ではオーボエ）がコラールを挿入する。高音楽器のトランペットを写すため、コラール旋律は右手に委ねられる。従って伴奏パートが低音に偏っており、曲集の中では異色の渋さをかもし出す。

### 第5曲「われらとともに留まりたまえ（Bleib bei uns）」BWV 649
変ロ長調、4分の4拍子。原コラールはラテン語聖歌「時は夕暮れに及びたれば」、フィリップ・メランヒトン訳（1579年）。
1725年4月2日の復活祭2日目礼拝で初演したカンタータ第6番『わがもとにとどまれ、はや夕べとなれば』（BWV 6）の第3曲（ソプラノのアリア）。ヴィオロンチェロ・ピッコロの細かいパッセージにソプラノが歌うコラールが挿入される。チェロパートが高く記譜されており、原曲に漂う翳りは消されている。この曲だけは2分の2拍子から4分の4拍子に変更されているほか、原曲のリフレインも抹消されており、最も変更点が多い。

### 第6曲「主を頌めまつれ（Lobet den Herren）」BWV 650
ト長調、8分の9拍子。原コラールはヨアヒム・ネアンダー作詞 (1680年）、旋律は1665年以前に成立。
1725年8月19日の三位一体節後第12日用礼拝で初演したカンタータ第137番『力強き栄光の王なる主を讃えよ』（BWV 137）の第2曲（アルトのアリア）。ヴァイオリン独奏の華やかな伴奏の下にアルトがコラールを挿入する。原曲の段階でアルトのコラール旋律にも華やかなトリルが施されており、編曲もそのまま移植している。そのため、厳格にコラールパートを遵守した第5曲までと雰囲気が大きく異なる終曲である。